# Atletismo nos Jogos Pan-Americanos de 1951 - Lançamento de disco feminino
A prova do lançamento de disco feminino nos Jogos Pan-Americanos de 1951 foi realizada em Buenos Aires, Argentina, em 27 de fevereiro.

## Medalhistas
| Ouro                                   | Prata                          | Bronze                               |
| Ingeborg Mello de Preiss ARG Argentina | Ingeborg Pfüller ARG Argentina | Frances Kaszubski USA Estados Unidos |

## Resultados
| Posição           | Nome                     | Nacionalidade      | Marca | Notas |
| ----------------- | ------------------------ | ------------------ | ----- | ----- |
| Medalha de ouro   | Ingeborg Mello de Preiss | ARG Argentina      | 38.55 |       |
| Medalha de prata  | Ingeborg Pfüller         | ARG Argentina      | 37.19 |       |
| Medalha de bronze | Frances Kaszubski        | USA Estados Unidos | 35.84 |       |
| 4                 | Daisy Hoffmann           | CHI Chile          | 35.49 |       |
| 5                 | Zulema Bonaparte         | ARG Argentina      | 33.52 |       |
| 6                 | Leni de Freese           | CHI Chile          | 33.40 |       |
| 7                 | Concepción Villanueva    | MEX México         | 33.10 |       |
| 8                 | Vera Trezoitko           | BRA Brasil         | 32.27 |       |